# Альтман, Егор Ильич
Егор (Георгий) Ильич Альтман (22 апреля 1975, Москва) — российско-израильский предприниматель, медиаменеджер и галерист. Родился и вырос в Москве. Отец — научный работник, позже перешедший в сферу бизнеса, мать и отчим — художники.
Альтман занимал ряд руководящих должностей в медиабизнесе, являлся владельцем и совладельцем ряда предприятий в этой сфере. В 2015 году основал художественную галерею Altmans Gallery и постепенно сосредоточился на её деятельности.
Наряду с деловой карьерой, занимался общественной работой и благотворительностью. Получил ряд наград за профессиональные и общественные заслуги. Егор Альтман дважды состоял в браке и имеет троих детей. Коллекционер, увлекается современным искусством и фалеристикой.

## Биография
Егор Альтман родился в Москве. Мать — Наталья Олеговна Туколкина-Охота, театральный художник. Отец — Илья Александрович Альтман, занимавшийся научной деятельностью, а после распада СССР перешедший в сферу бизнеса. Дед по отцу — Александр Самойлович Альтман, учёный и специалист по космическим системам связи.
Вскоре после рождения Альтмана его родители развелись. В полтора года он переехал к прабабушке, с которой прожил до шести лет, вернувшись к матери перед поступлением в школу.
Вскоре после этого мать Альтмана снова вышла замуж. Его отчимом стал художник-абстракционист Игорь Вулох (1938—2012), оказавший на Альтмана сильное влияние. В этом браке родилась сестра Альтмана — киновед Лидия Вулох.
Всё меньше посещая школу, Альтман с детства начал заниматься коммерческой деятельностью. Позже он получил педагогическое образование по специальности «история», а также окончил Международный институт рекламы и Стокгольмскую школу экономики по специальности «стратегическое управление бизнесом и маркетинг».

## Карьера в бизнесе

### Медиабизнес и реклама
В 17 лет Альтман, по приглашению родственников, открывших один из первых кабельных телеканалов в Москве — «Лефортово ТВ», начал работать его коммерческим директором. Позже он совместно с отцом открыл «НАСТ» — одну из первых в России компаний по производству и размещению наружной рекламы.
Затем, в 1996 году, Альтман, уже без участия отца, создал и возглавил рекламное агентство HIDALGO («Идальго Имидж»), совладельцем которого позже стал Дмитрий Солопов, входившее в ТОП-30 рейтинга российских медиа-агентств. Этот бизнес Альтман оценивал как ключевой в своей деловой карьере.
Альтман также занимал руководящие должности в сфере рекламы и внешних коммуникаций в ТД «Идальго», «Столичной вечерней газете», ИД «Московские новости», «Мастер-Банке», Инвестбанке и «Антивирале», а также работал первым заместителем генерального директора и был одним из акционеров УК «Объединённые медиа».
В рамках холдинга «Объединённые медиа», в 2007 году Альтман выступил одним из основателей первой в России деловой радиостанции Business FM, имевшей значительный успех. Название бренда было предложено агентством HIDALGO. В 2009 году, на фоне мирового экономического кризиса, основной собственник холдинга «Объединённые медиа» Аркадий Гайдамак продал его Владимиру Лисину, и Альтман вскоре покинул холдинг.
С 2015 года Альтман возглавлял созданное им новое рекламное агентство AltCommunicationGroup. В 2016 году компания получила премию в области развития общественных связей «RuPoR» (2016) в номинации «Корпоративные коммуникации», а в 2017 году получила премию «Серебряный лучник». В 2017 году она занимала 11-е место в общероссийском рейтинге крупнейших холдингов по объёму медиа-закупок. В 2021 году часть этого бизнеса была продана Альтманом коммуникационной группе Twiga.

### Галерейный бизнес
В ноябре 2015 года Альтман совместно с женой основал в Москве художественную галерею Altmans Gallery; в 2017—2020 годах её представительство также работало в Тель-Авиве. Галерея специализируется на эстампах известных художников XX века, включая Марка Шагала, Сальвадора Дали, Пабло Пикассо, Анри Матисса, Энди Уорхола и Юрия Норштейна. В израильском представительстве также экспонировались работы современных российских художников, выполненные в керамике, фарфоре и скульптуре. Галерея реализовала ряд крупных выставочных проектов.
С 2020 года, Альтман сосредоточился на развитии арт-бизнеса.

## Общественная деятельность
Альтман спродюсировал выставку, посвящённую 70-летию его отчима Игоря Вулоха и проведённую в музее современного искусства АРТ4 (2008) с использованием стихов поэта Геннадия Айги, а также выставку произведений Вулоха в Московском музее современного искусства (2013). После смерти художника Альтман создал и возглавил в 2013 году Фонд творческого наследия Игоря Вулоха. В 2015 году в Фонде культуры «Екатерина» прошла персональная выставка «Репатриация», где были представлены 43 работы художника, найденные его вдовой Натальей Туколкиной-Охотой и Егором Альтманом в Европе и возвращённые в Россию. В 2023 году Альтман организовал в пространстве фонда Ruarts выставку «Поля-двойники», посвящённую 85-летию Вулоха, где прослеживались личный и творческий путь художника, а также его связь с поэтами Айги и Тумасом Транстрёмером.
Альтман также занимал должность вице-президента Ассоциации коммуникационных агентств России (АКАР) и сопредседателя комиссии АКАР по малому и среднему бизнесу. Курировал направление «Новые медиа» в рамках «Российской креативной недели» в 2020 году. В 2021 году Альтман был избран в состав Российской Академии Рекламы. С 2022 года он является преподавателем онлайн-курса «Как стать коллекционером» на платформе «Синхронизация», разработанного совместно с Sotheby’s и Art Basel. В соавторстве с психотерапевтом Циалой Крихели написал книгу «Слава, деньги и невроз» (2025) о факторах, влияющих на психологию выдающихся личностей.
Наряду с этим, Альтман возглавляет Общественный совет Российского еврейского конгресса, а также входит в Учёный совет Еврейского музея и центра толерантности. Альтман проводил лекции в Университете имени Бар-Илана в Израиле. В 2017 году, в честь 130-летия еврейского художника Марка Шагала, в московском филиале основанной им Altmans Gallery Посольство Израиля в России организовало приём при участии Российского еврейского конгресса.

## Награды и признание
В 2007 году Альтман вошел в топ-5 финансовых директоров медиабизнеса по версии ИД «Коммерсантъ». Обладатель диплома «Год с Комерсантомъ» за разработку идеи премии «Коммерсантъ года». Трижды становился лауреатом национальной премии «Медиа-менеджер России» (в 2008, 2012 и 2016 годах). В 2019 году Альтман был награждён почетным знаком «Тикун Олам» за вклад в еврейскую благотворительность, включая содействие установке памятника Самуилу Маршаку и проведение цикла мероприятий, посвящённого праведникам народов мира. Отмечен премией «Благодарность Мэра Москвы» за плодотворную работу в области культуры.

## Личная жизнь
Егор Альтман был дважды женат: на журналистке Кире Альтман и на Кристине Альтман. Во втором браке у него родилось трое детей: Ева, Матвей и Ида.
Коллекционер, увлекается современным искусством и фалеристикой. Вслед за отчимом в 27 лет начал коллекционировать знаки отличия, награды, фотографии и документы Белой армии и русской эмиграции, собрав значительную коллекцию.